# Dov Šilansky
Dov Šilansky (hebrejsky דב שילנסקי‎; 21. března 1924 Šiauliai, Litva – 9. prosince 2010 Tel Aviv, Izrael) byl izraelský politik a poslanec Knesetu za stranu Likud.

## Biografie
Narodil se 21. března 1924 ve městě Šiauliai v Litvě. Přežil holokaust. V roce 1948 přesídlil do Izraele, kam dorazil na lodi Altalena. Předtím působil jako předák židovské vojenské organizace Irgun v Římě a Německu. Během války za nezávislost v roce 1948 sloužil v izraelské armádě jako důstojník v bojových jednotkách. Jako záložník pak bojoval v dalších izraelsko-arabských válkách. Od roku 1970 byl velitelem civilní obrany v regionu Guš Dan, v letech 1974–1989 působil jako výcvikový důstojník v záloze. Vystudoval právo na Hebrejské univerzitě. Pracoval jako právník. Hovořil hebrejsky, anglicky, německy, litevsky a jidiš.

## Politická dráha
V roce 1952 byl zatčen poté, co se pokusil pronést do budovy ministerstva zahraničních věcí kufříkovou bombu. Byl odsouzen na dva roky jako člen ilegální skupiny, která odmítala izraelsko-německé usmíření a německé reparace.
Působil jako člen etického výboru při Izraelské asociaci právníků a člen Mezinárodní organizace židovských právníků. Napsal několik knih na téma holokaustu, přispíval do tisku.
V izraelském parlamentu zasedl poprvé po volbách v roce 1977, do nichž šel za Likud. Byl pak členem výboru pro záležitosti vnitra a životního prostředí, výboru pro jmenování soudců a výboru pro ústavu, právo a spravedlnost. Předsedal společnému výboru pro pomoc hraničním obcím na severu země a podvýboru pro byty v majetku občanů žijících v zahraniční. Opětovně byl zvolen ve volbách v roce 1981, znovu za Likud. Stal se členem výboru pro jmenování soudců a výboru pro ústavu, právo a spravedlnost. Za Likud obhájil mandát i ve volbách v roce 1984. Po nich usedl opět coby člen do výboru pro jmenování soudců a výboru pro ústavu, právo a spravedlnost. Předsedal výboru pro záležitosti vnitra a životního prostředí a společnému výboru k rostoucímu užívání narkotik. Byl rovněž předsedou vyšetřovací komise k příčinám požáru v Kirjat Ata. Zvolen byl za Likud i ve volbách v roce 1988. Po nich se stal předsedou Knesetu. Zároveň předsedal překladatelskému výboru parlamentu.
Naposledy se dočkal zvolení do parlamentu ve volbách v roce 1992, opětovně na kandidátce Likudu. Stal se místopředsedou Knesetu. Usedl ve výboru pro imigraci a absorpci a výboru House Committee. V roce 1993 neúspěšně kandidoval na prezidenta Izraele. Zemřel 9. prosince 2010 v Tel Avivu.